# Cane da slitta

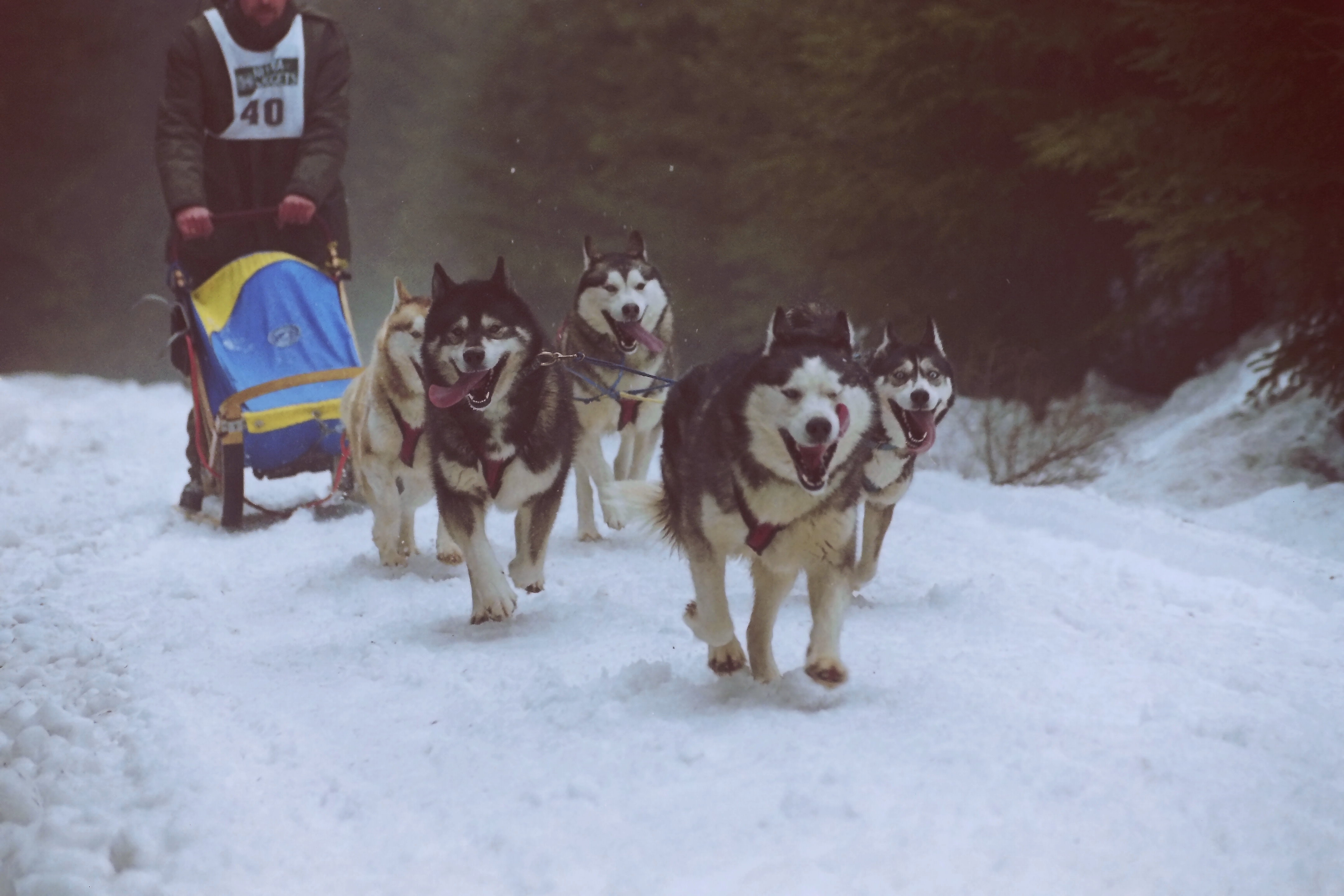
Cani da slitta.

Il cane da slitta è un cane addestrato al traino di slitte generalmente su superfici innevate o ghiacciate. Le razze più utilizzate a questo scopo sono Husky, Groenlandese, Samoiedo o Malamute.
Gli Inuit hanno utilizzato per secoli la slitta trainata da cani come mezzo di locomozione, ma esso è stato a poco a poco sostituito dalle più moderne motoslitte.
In Europa si fa risalire l'utilizzo di cani per trainare slitte alla fine dell'anno 1000. Benché poco citata dagli storici questo mezzo di trasporto ha avuto una vasta diffusione sino al XIX secolo, anche a causa della scarsità di cavalli. Ad esempio sino al XVII secolo i regolamenti di polizia di Versailles e di Parigi proibivano il transito di mezzi trainati da cani. Nel 1897, 59 dipartimenti francesi permettevano la circolazione di slitte trainate da cani, mentre in 28 tale pratica era formalmente proibita.
I cani da slitta sono stati utilizzati nell'Artico per almeno 8.000 anni e, insieme alle moto d'acqua, erano l'unico mezzo di trasporto nelle aree artiche fino all'introduzione di camion con semirimorchio, motoslitte e aeroplani nel 20º secolo, trasportando rifornimenti in aree inaccessibili con altri metodi. Furono utilizzati con successo variabile nelle esplorazioni di entrambi i poli, così come durante la Corsa all'oro del Klondike. Squadre di cani da slitta hanno consegnato la posta alle comunità rurali dell'Alaska, dello Yukon, dei Territori del Nordovest e del Nunavut. I cani da slitta oggi sono ancora utilizzati da alcune comunità rurali, soprattutto nelle aree di 
Russia, Canada e Alaska, nonché in gran parte della Groenlandia. Sono utilizzati per scopi ricreativi ed eventi di corsa, come l'Iditarod Trail e lo Yukon Quest.

## Storia
I cani da slitta sono utilizzati in paesi e regioni come Canada, Groenlandia, Siberia, Chukotka, Norvegia, Svezia e Alaska.

### Russia
Uno studio del 2017 ha dimostrato che 9.000 anni fa il cane domestico era presente nell’attuale isola di Zhokhov, nella Siberia nord-orientale, che a quel tempo era collegata alla terraferma. I cani venivano allevati selettivamente come cani da slitta o cani da caccia, il che implica che uno standard per ognuno dei due tipi di cani coesistevano. La taglia massima ottimale per un cane da slitta è di 20–25 kg (44–55 libbre) in base alla termoregolazione, e gli antichi cani da slitta pesavano tra 16 e 25 kg (35 e 55 libbre). Lo stesso standard è stato trovato nei resti di cani da slitta di questa regione 2000 anni fa e nel moderno standard di razza Siberian Husky. Altri cani erano più massicci, pesavano 30 kg (66 libbre) e sembrano essere cani incrociati con i lupi e utilizzati per la caccia all'orso polare. Alla morte, le teste dei cani venivano accuratamente separate dai loro corpi dagli umani. Gli antropologi hanno ipotizzato che ciò potrebbe essere avvenuto per ragioni cerimoniali.
La Cronaca Kungur (uno dei Letopise siberiani scritto da uno dei compagni di Yermak durante la sua campagna siberiana) e la Cronaca Remezov (un altro Letopise compilato dallo storico russo Semyon Remezov), create rispettivamente alla fine del XVI secolo e nel 1703, raccontano delle popolazioni che vivevano lungo i fiumi siberiani, il cui principale mezzo di trasporto era cavalcare renne o cani. In questi documenti, i fiumi Olenyok, Yana, Indigirka e Kolyma erano chiamati “fiumi dei cani”, poiché erano ricchi di pesce commestibile per i cani. I fiumi senza pesci o con quantità insufficienti per nutrire i cani erano chiamati "fiumi dei cervi", poiché le renne venivano allora utilizzate per il trasporto.
Dagli anni Quaranta agli anni Novanta, il numero di slitte trainate da cani in Russia è diminuito. La popolazione della razza ha raggiunto il minimo storico di 3.000 esemplari nel 1998, prima che iniziassero gli sforzi di rilancio. Le ragioni del loro declino includono:
- introduzione della meccanizzazione nell’Artico
- ridotta capacità di tenere cani, soprattutto con la riduzione della cattura di pesce e la collettivizzazione dell’allevamento di cani e renne.
- declino della caccia per ottenere la pelliccia[5][6].

### Groenlandia
Gli Inuit groenlandesi hanno una lunga storia nell'uso dei cani da slitta, che vengono ancora ampiamente utilizzati oggi. Nel 2010, circa 18.000 cani groenlandesi erano tenuti nella Groenlandia occidentale a nord del Circolo polare artico e nella Groenlandia orientale (a causa dello sforzo di mantenere la purezza di questa razza culturalmente importante, sono gli unici cani ammessi in queste regioni) e circa la metà di questi erano utilizzati attivamente come cani da slitta da cacciatori e pescatori. Come risultato della riduzione del ghiaccio marino (che ne limita l'area di utilizzo), del crescente utilizzo di motoslitte, dell'aumento dei prezzi del cibo per cani e delle malattie tra alcune popolazioni di cani locali, il numero è gradualmente diminuito negli ultimi decenni e nel 2016 c'erano 15.000 cani groenlandesi. Sono stati avviati numerosi progetti nel tentativo di garantire che la cultura, la conoscenza e l'uso delle slitte trainate da cani in Groenlandia non vadano perduti.
La Sirius Patrol, un'unità delle forze speciali dell'esercito danese, impone la sovranità del remoto nord-est disabitato (essenzialmente uguale al Parco Nazionale della Groenlandia nord-orientale) e conduce pattugliamenti a lungo raggio con slitte trainate da cani, che registrano anche tutta la fauna selvatica avvistata. Le pattuglie hanno percorso una media di 14.876 km (9.244 mi) all'anno nel periodo 1978-1998. Nel 2011, il Canis lupus arctos aveva ripopolato la Groenlandia orientale dal Parco Nazionale nel nord-est seguendo queste pattuglie su slitte trainate da cani per distanze fino a 560 km (350 mi).

### Nord America
Nel 2019, uno studio ha scoperto che i cani portati inizialmente nell'Artico nordamericano dalla Siberia nordorientale sono stati successivamente sostituiti dai cani che accompagnavano gli Inuit durante la loro espansione iniziata 2.000 anni fa. Questi cani Inuit erano geneticamente più diversi e morfologicamente più divergenti rispetto ai cani precedenti. Oggi, i cani da slitta artici sono gli ultimi discendenti nelle Americhe di questa stirpe canina pre-europea.
I riferimenti storici ai cani e alle pettorine utilizzate dalle culture dei nativi americani risalgono a prima del contatto europeo. L'uso dei cani come animali da tiro era diffuso nel Nord America. C'erano due tipi principali di cani da slitta; un tipo era mantenuto dalle culture costiere e l'altro tipo era mantenuto dalle culture interne come gli indiani Athabascan. Questi cani interni costituivano la base dell'Alaskan husky. I commercianti russi che seguivano il fiume Yukon nell'entroterra a metà del 1800 acquistarono cani da slitta dai villaggi interni lungo il fiume. Si riteneva che i cani di questa zona fossero più forti e più bravi a trasportare carichi pesanti rispetto ai cani da slitta nativi russi.
La corsa all'oro in Alaska ha portato un rinnovato interesse per l'uso dei cani da slitta come mezzo di trasporto. La maggior parte dei campi d'oro erano accessibili solo con le slitte trainate da cani in inverno. "Tutto ciò che si muoveva durante la stagione gelata veniva spostato da una squadra di cani; cercatori, cacciatori di pellicce, medici, posta, commercio, trasporto di rifornimenti... se aveva bisogno di spostarsi in inverno, veniva spostato da cani da slitta." Questo, insieme all'uso dei cani nell'esplorazione dei poli, portò la fine del 1800 e l'inizio del 1900 ad essere soprannominata "l'era dei cani da slitta".
I cani da slitta venivano usati per consegnare la posta in Alaska tra la fine del 1800 e l'inizio del 1900. Gli Alaskan Malamute erano la razza preferita, con squadre composte in media da otto a dieci cani. I cani erano in grado di consegnare la posta in condizioni tali da fermare barche, treni e cavalli. Ciascuna squadra trasportava tra 230 e 320 kg (500 e 700 libbre) di posta. La posta veniva conservata in sacchi impermeabilizzati per proteggerla dalla neve. Nel 1901, lungo tutto il fiume Yukon furono istituite piste per cani. consegna della posta con le slitte trainate da cani terminò nel 1963 quando l'ultimo postino a utilizzare una slitta trainata da cani, Chester Noongwook di Savoonga, si ritirò. È stato onorato dal servizio postale degli Stati Uniti in una cerimonia sull'isola di San Lorenzo nel mare di Bering.
Gli aeroplani presero il controllo della consegna della posta in Alaska negli anni '20 e '30. Nel 1924, Carl Ben Eielson effettuò la prima consegna di posta aerea in Alaska. Le slitte trainate da cani furono usate per pattugliare l'Alaska occidentale durante la seconda guerra mondiale. Le autostrade e gli autotrasporti negli anni '40 e '50, e la motoslitta negli anni '50 e '60, contribuirono al declino del lavoro con i cani da slitta.
Il "mushing" ricreativo è stato istituito per mantenere la tradizione del trasporto su slitta da parte di cani. Il desiderio di cani più grandi, più forti e in grado di trainare carichi è cambiato in quello di cani più veloci con elevata resistenza utilizzati nelle corse, il che ha fatto sì che i cani diventassero più leggeri di quanto fossero storicamente. Gli americani e altri popoli che vivevano in Alaska iniziarono quindi a importare cani da slitta dalle tribù native della Siberia (che in seguito si sarebbero evoluti e sarebbero diventati la razza Siberian Husky) per aumentare la velocità dei propri cani, presentando "un contrasto diretto all'idea che i commercianti russi cercassero cani da slitta più pesanti dalle regioni interne dell'Alaska e dello Yukon meno di un secolo prima per aumentare la capacità di trasporto dei loro cani da slitta più leggeri.
Al di fuori dell'Alaska, i carri trainati da cani venivano usati per trasportare le merci dei venditori ambulanti in città come New York.

### Scandinavia
Dopo la seconda guerra mondiale, le corse di cani da slitta in stile skijor e pulka guadagnarono rapidamente popolarità in Norvegia e nei vicini paesi scandinavi. Questi stili di corsa richiedevano squadre piccole e veloci di 1-4 cani che gareggiavano su brevi distanze collinari di 15–30 km (9,3–18,6 mi). Richiesto dalla Norwegian Sled Dog Racing Association per utilizzare cani di razza, il German Shorthair Pointer emerse rapidamente come la razza canina preferita. All'inizio degli anni '70 era emerso lo "sled pointer", un cane da ferma allevato esclusivamente per la slitta e non per la caccia. Durante gli anni '70, le corse di slitte "in stile Nome", che imitavano le grandi squadre di cani da slitta che correvano su lunghe distanze e pernottavano a temperature sotto lo zero viste nelle gare in stile nordamericano, iniziarono ad attirare interesse in Scandinavia. Nel 1974, la prima gara di slittino in stile Nome, la Skjelbreia Sweepstakes, fu ospitata vicino a Oslo. Per questo stile di corsa, i conduttori di slitta ("musher") norvegesi iniziarono ad importare gli Alaskan husky; reso popolare da musher come Stein Havard Fjelstad e Roger Leegaard che si recarono in Alaska per gareggiare nell'Iditarod. Tuttavia, come incrocio da prestazione, l'Alaskan husky non poteva essere legalmente gareggiato in Norvegia fino al 1985, quando la Norwegian Sled Dog Racing Association rimosse il requisito che i cani da slitta fossero di razza pura.
Questa nuova sentenza ha anche aperto la strada ai musher in stile nordico per allevare i loro cani più performanti indipendentemente dalla razza, con musher che mescolavano Alaskan husky e German Shorthair Pointer per produrre l'Eurohound così come Greyhound con German Shorthair Pointer per produrre il Greyster. Questi incroci in stile nordico hanno guadagnato popolarità in tutta Europa e successivamente nel Nord America, in particolare con l'aumento della popolarità dei musher nelle zone aride, come il bikejoring (uno sport in cui un cane o una squadra di cani corre davanti a una bicicletta, tirando) e il canicross.
I cani da slitta e i safari con gli husky non sono originari del Sápmi (Lapponia) e della Finlandia e sono considerati un grave fastidio dai pastori di renne poiché hanno un impatto diretto sui loro mezzi di sussistenza. Questi e gli "iglù" con cupola di vetro sono stati appropriati da altre culture dall'industria turistica negli anni '80 e falsamente descritti come parte delle culture Sámi e finlandese.

#### L'Alaska e l'Iditarod

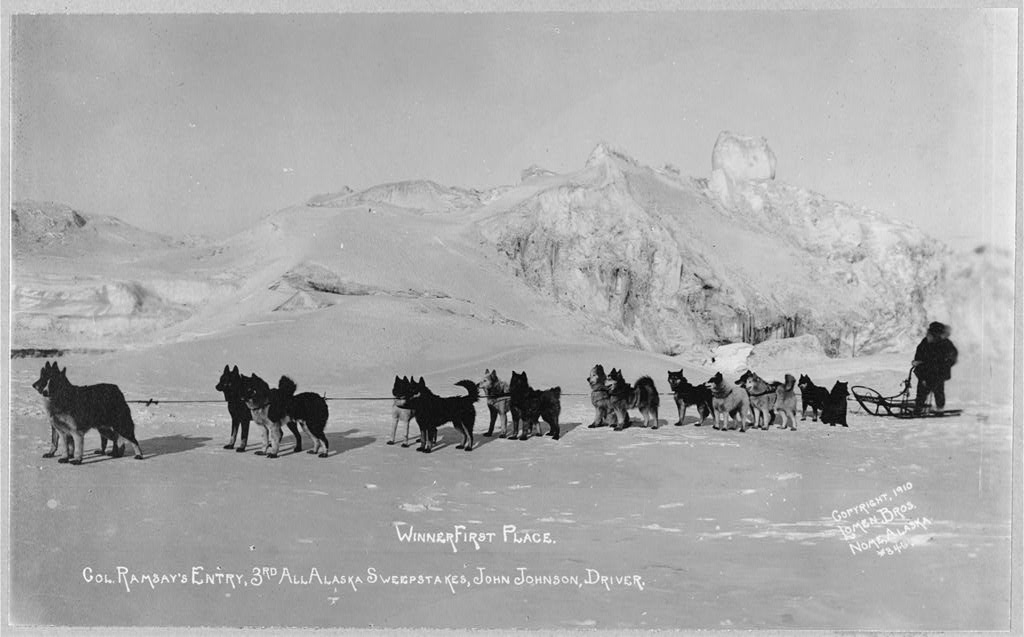
Partecipazione del Col. Ramsay, squadra di cani vincitrice del 3° All Alaska Sweepstakes. John Johnson conducente, 1910 circa.

Nel 1925, una massiccia epidemia di difterite paralizzò Nome, in Alaska. A Nome non esisteva il siero per curare le persone infette dalla malattia. C'era del siero a Nenana, ma la città era a più di 970 km (600 miglia) di distanza ed era inaccessibile se non con le slitte trainate da cani. Una staffetta di queste ultime è stata organizzata dai villaggi tra Nenana e Nome e 20 squadre hanno lavorato insieme per trasmettere il siero a Nome in sei giorni.
L'Iditarod Trail Sled Dog Race è stato stabilito sul percorso tra queste due città. Era conosciuto come il Sentiero di Iditarod perché, all'epoca, Iditarod era la città più grande lungo il sentiero. Negli anni '40 il sentiero cadde in disuso. Tuttavia, nel 1967, Dorothy Page, che stava conducendo la celebrazione del centenario dell'Alaska, ordinò che 14 km (9 miglia) del sentiero fossero sgombrati per una corsa di cani da slitta. Nel 1972, l'esercito americano eseguì un rilevamento del percorso e nel 1973 l'Iditarod fu fondato da Joe Redington, Sr. La gara fu vinta da Dick Wilmarth, che impiegò tre settimane per completare il percorso.
La moderna Iditarod è una corsa di cani da slitta di resistenza di 1.800 km (1.100 mi). Di solito dura dai dieci agli undici giorni, tempo permettendo. Si inizia con un inizio cerimoniale ad Anchorage, in Alaska, la mattina del primo sabato di marzo, con i conduttori della slitta che percorrono 32 km (20 miglia) fino a Eagle River lungo l'Alaskan Highway, dando agli spettatori la possibilità di vedere i cani e i conduttori della slitta. Le squadre vengono quindi caricate sui camion e guidate per 48 km (30 miglia) fino a Wasilla per l'inizio ufficiale della gara nel pomeriggio. La corsa termina quando l'ultimo musher abbandona la corsa o taglia il traguardo a Nome. Il vincitore della gara riceve un premio di 50.000 dollari. È stata pubblicizzata come la "Serie mondiale di eventi mushing" e "L'ultima grande corsa sulla Terra".

### Antartide

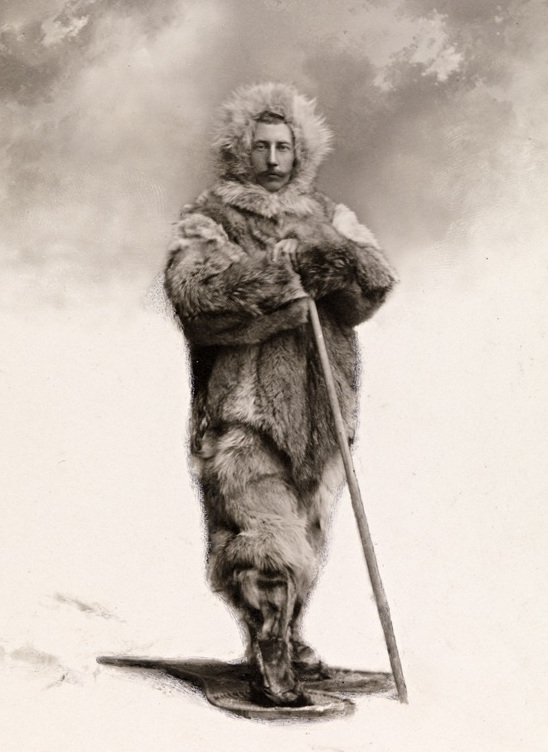
Roald Amundsen, la cui spedizione in Antartide prevedeva l'impiego di 97 cani da slitta.

I primi esploratori artici erano uomini con cani da slitta. A causa del successo ottenuto dall'uso dei cani da slitta nell'Artico, si pensava che sarebbero stati utili anche nell'esplorazione antartica e molti esploratori tentarono di usarli. I cani da slitta furono utilizzati fino al 1992, quando furono banditi dall'Antartide dal Protocollo sulla protezione ambientale del Trattato sull'Antartide a causa del timore che i cani potessero trasmettere malattie come il cimurro alla popolazione di foche.
Carsten Borchgrevink usò cani da slitta Sami con addestratori finlandesi in Antartide durante la sua spedizione della Croce del Sud (1898-1900), ma a Capo Adare faceva molto più freddo del previsto. I cani erano abituati a lavorare sulla neve, non sul ghiaccio, a temperature molto più miti. Anche i cani non furono nutriti adeguatamente e alla fine morirono tutti.
Erich von Drygalski usò cani da slitta in Kamčatka nella sua spedizione del 1901-1903, e se la cavò molto meglio perché i suoi cani erano abituati al freddo e assunse un conduttore esperto. Ai suoi cani fu permesso di riprodursi liberamente e molti dovettero essere fucilati perché non c'era spazio sulla nave per portarli a casa. Molti di quelli che non furono fucilati furono lasciati alle Isole Kerguelen.
Otto Nordenskjöld intendeva utilizzare cani della Groenlandia nella sua spedizione del 1901-1904, ma tutti i suoi husky tranne quattro morirono durante il viaggio verso sud. Prese una razza mista nelle Falkland, ma dopo il suo arrivo in Antartide, questi furono tutti braccati e uccisi dai suoi quattro husky sopravvissuti che cacciavano in branco a causa del fallimento del conduttore di cani Ole Jonassen nel legare i cani. Questi husky furono successivamente in grado di trainare 265 kg (584 libbre) per 29 km (18 miglia) in tre ore e mezza.
Robert Falcon Scott portò con sé venti Samoiedo durante il suo viaggio nel 1902. cani hanno lottato nelle condizioni in cui Scott li ha messi, con quattro cani che trascinavano slitte pesantemente caricate attraverso 45 cm (18 pollici) di neve con i piedi sanguinanti. Scott attribuì il loro fallimento al pesce essiccato marcio. Nel 1910 Scott tornò con 33 Sakhalin Husky, ma notò che si comportavano male nella neve profonda e che le loro code mozzate impedivano loro di raggomitolarsi per scaldarsi.
Douglas Mawson e Xavier Mertz facevano parte del Far Eastern Party, una squadra di slittini di tre uomini con il tenente BES Ninnis, per esplorare la terra di Re Giorgio V, in Antartide. Il 14 dicembre 1912, Ninnis cadde in un crepaccio coperto di neve insieme alla maggior parte delle razioni del gruppo e non fu mai più visto. Le loro scarse provviste li costrinsero a mangiare i cani rimasti durante il viaggio di ritorno di 507 km (315 mi). La loro carne era dura, fibrosa e senza traccia di grasso.
Gli uomini mangiarono anche il cervello e il fegato del cane. Sfortunatamente mangiare il fegato dei cani da slitta produce la condizione di ipervitaminosi A perché i cani hanno una tolleranza alla vitamina A molto più elevata rispetto agli esseri umani. Mertz subì un rapido deterioramento, sviluppò dolori di stomaco e diventò incapace di ragionare razionalmente. Il 7 gennaio 1913 Mertz morì. Mawson continuò da solo, tornando vivo al campo.
La spedizione di Roald Amundsen era pianificata attorno a 97 cani esquimesi (forse Canadian Eskimo Dog, Groenlandesi o entrambi). Al primo tentativo, due dei suoi cani morirono congelati a una temperatura di -56 °C (-69 °F). Provò una seconda volta e riuscì. Amundsen percorreva 27 km (17 mi) al giorno, con fermate ogni 4,8 km (3 mi) per costruire un tumulo per segnare il sentiero. Aveva con sé 55 cani, che abbatté finché non ne rimasero 14 quando tornò dal palo. Durante il viaggio di ritorno, un uomo sciava davanti ai cani e nascondeva la carne nei tumuli per incoraggiarli a correre.

## Razze di cani da slitta
I cani da slitta originali furono scelti per taglia, forza e resistenza, ma i cani moderni sono allevati per velocità e resistenza. La maggior parte dei cani da slitta pesa circa 25 kg (55 libbre), ma può pesare fino a 16 kg (35 lb) e può superare i 32 kg (71 lb). I cani da slitta hanno un'andatura molto efficiente, e i musher si sforzano di creare una squadra di cani ben bilanciata che corrisponda a tutti i cani sia per taglia (approssimativamente la stessa) che per andatura (la velocità di camminata, trotto o corsa dei cani come così come la 'velocità di transizione' con cui un cane passa da un'andatura all'altra) in modo che l'intera muta di cani si muova in modo simile, aumentando l'efficienza complessiva della squadra." Possono correre fino a 45 km/h (28 mph). Per questo motivo, i cani da slitta hanno piedi palmati molto resistenti con dita ravvicinate. I loro piedi palmati fungono da racchette da neve.
Le razze di cani da slitta possono tipicamente essere suddivise in ulteriori sottotipi:
- cani da sprint, allevati per trainare velocemente le slitte
- cani da trasporto, allevati per trainare pesi enormi
- cani a lunga distanza, allevati per viaggiare per centinaia o addirittura migliaia di miglia
- cani da slitta multiuso aborigeni, come i Laika russi che trainano le slitte, pascolano renne e cacciano la selvaggina[6].

La pelliccia di un cane dipende dal suo utilizzo. I cani da trasporto dovrebbero avere cappotti densi e caldi per trattenere il calore, mentre i cani da sprint hanno cappotti corti che lasciano uscire il calore. La maggior parte dei cani da slitta ha un doppio mantello, con il mantello esterno che tiene la neve lontana dal corpo e un mantello interno impermeabile per l'isolamento. Nella stagione calda, i cani possono avere problemi a regolare la temperatura corporea e potrebbero surriscaldarsi. La coda serve a proteggere il naso e i piedi dal congelamento quando il cane è raggomitolato per dormire. Hanno anche una disposizione unica dei vasi sanguigni nelle gambe per aiutare a proteggersi dal congelamento.
L'appetito è una parte importante nella scelta dei cani da slitta; i cani schizzinosi fuori pista potrebbero essere più esigenti sulla pista. Sono nutriti con diete ricche di grassi e sulla pista possono mangiare salmone azzurro o mammiferi marini grassi. Anche i cani da slitta non devono essere eccessivamente aggressivi con gli altri cani. Hanno bisogno anche di molto esercizio fisico.

### Razze

#### Alaskan husky
Il cane più comunemente usato nelle corse di cani da slitta, l'Alaskan husky è un meticcio allevato appositamente per le sue prestazioni come cane da slitta. Esistono due varietà geneticamente distinte di Alaskan husky: un gruppo di sprint e un gruppo di lunga distanza. L'Alaskan Malamute e il Siberian Husky hanno contribuito geneticamente maggiormente al gruppo di lunga distanza, mentre i Pointer inglesi e i Saluki hanno contribuito maggiormente al gruppo degli sprint. I cani da pastore dell'Anatolia hanno contribuito con una forte etica del lavoro a entrambe le varietà. Ci sono molti Alaskan husky che fanno parte dei Greyhound, il che ne migliora la velocità.

#### Alaskan Malamute
Gli Alaskan Malamute sono cani da trasporto grandi e forti. Pesano tra 36 e 54 kg (80 e 120 libbre) e hanno facce rotonde con lineamenti morbidi. I cani da trasporto sono una classe di cani che comprende sia cani di razza che non di razza. Si ritiene che l'Alaskan Malamute sia una delle prime razze di cani addomesticate, originaria della regione di Kotzebue Sound in Alaska. Questi cani sono noti per il loro petto ampio, il pelo spesso e i piedi robusti. La velocità ha poco o nessun valore per questi cani: l'enfasi è invece sulla forza di trazione. Sono utilizzati nelle spedizioni, nei lunghi viaggi avventurosi e per il trasporto di carichi pesanti. L'Alaskan Malamute era il cane preferito per il trasporto e il lavoro di messaggero durante la seconda guerra mondiale.

#### Canadian Eskimo Dog
Il Canadian Eskimo Dog o Canadian Inuit Dog, noto anche come Exquimaux Husky, Esquimaux Dog e Qimmiq (una parola in lingua Inuit per cane), ha le sue origini nei cani da slitta aborigeni utilizzati dal popolo Thule del Canada artico. La razza così come esiste oggi è stata sviluppata principalmente attraverso il lavoro del governo canadese. È in grado di trainare tra 45 e 80 kg (99 e 176 libbre) per cane per distanze comprese tra 24 e 113 km (15 e 70 mi). Il cane eschimese canadese veniva utilizzato anche come cane da caccia, aiutando i cacciatori Inuit a catturare foche, buoi muschiati e orsi polari. Il 1º maggio 2000, il territorio canadese del Nunavut ha adottato ufficialmente il "Cane Inuit canadese" come animale simbolo del territorio. Sono considerati geneticamente la stessa razza del cane della Groenlandia, poiché la ricerca mostra che non si sono ancora discostati geneticamente abbastanza da essere considerati razze separate.

#### Chinook
Il Chinook è una rara razza di cani da slitta sviluppata nel New Hampshire all'inizio del 1900 da Arthur Walden, un avventuriero della corsa all'oro e conducente di cani, ed è una miscela di mastino inglese, cane della Groenlandia, pastore tedesco e pastore belga. È il cane dello Stato del New Hampshire ed è stato riconosciuto dall'American Kennel Club (AKC) nel gruppo di lavoro nel 2013. Sono descritti come atletici e "corposi" con un'"andatura instancabile". Il colore del loro mantello è sempre fulvo, dal miele pallido all'oro rossastro.

#### Cane da slitta della Chukotka

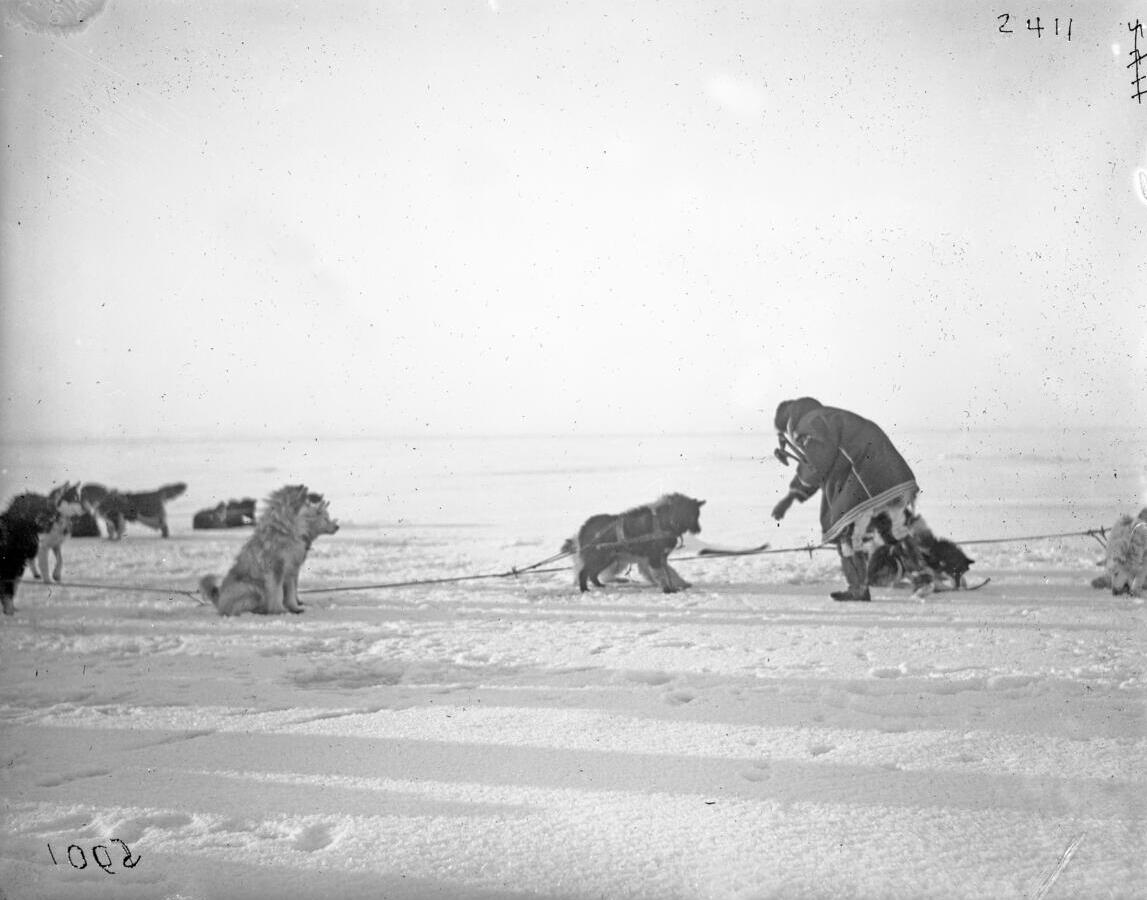
Cani da slitta della Chukotka all'inizio del XX secolo.

Il cane da slitta della Chukotka (чукотская ездовая) è la razza di cane spitz aborigena originaria del popolo Ciukci della Russia. Le squadre di cani da slitta della Chukotka sono state utilizzate fin dalla preistoria per trainare le slitte in condizioni difficili, come la caccia ai mammiferi marini sulla banchisa oceanica. I cani da slitta della Chukotka sono famosi soprattutto come progenitori del Siberian Husky.

#### Eurohound
Un Eurohound è un tipo di cane allevato per le corse di cani da slitta in stile sprint. L'Eurohound è tipicamente un incrocio tra il gruppo degli Alaskan husky e una qualsiasi delle numerose razze da ferma ("pointers").

#### Groenlandese
I Groenlandesi sono cani pesanti con elevata resistenza ma poca velocità. Sono spesso utilizzati da persone che offrono avventure su slitte trainate da cani e lunghe spedizioni. Nel 2016, in Groenlandia vivevano circa 15.000 cani Groenlandesi, ma decenni fa il numero era significativamente più alto e sono stati avviati progetti per garantire la sopravvivenza della razza. In molte regioni a nord del circolo polare artico in Groenlandia, rappresentano il mezzo di trasporto principale in inverno. La maggior parte dei cacciatori in Groenlandia preferisce le squadre di cani da slitta alle motoslitte, poiché le squadre di cani da slitta sono più affidabili. Sono considerati geneticamente la stessa razza del cane eschimese canadese, poiché la ricerca mostra che non si sono ancora discostati geneticamente abbastanza da essere considerati razze separate.

#### Greyster

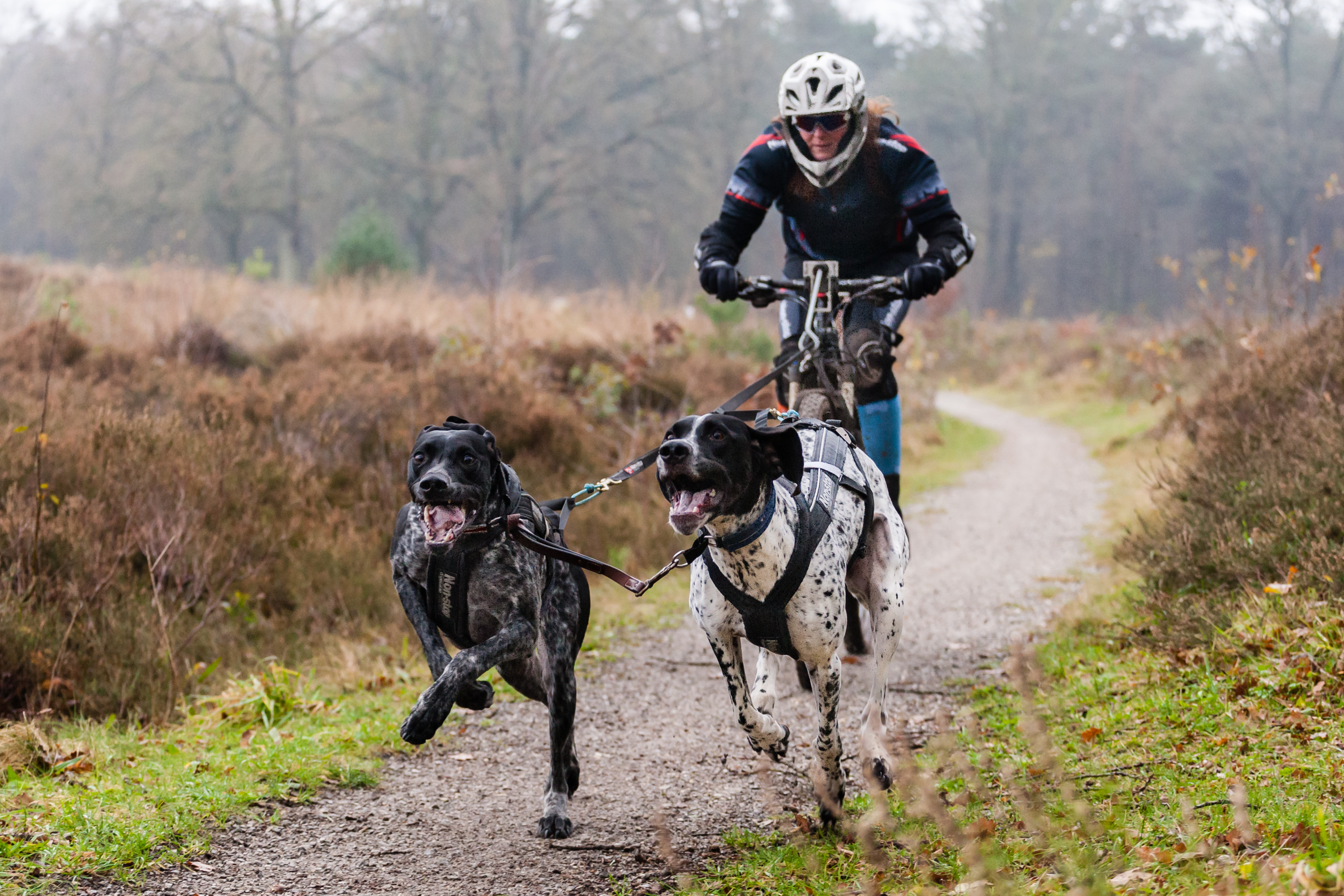
Scooterjoring con due Greyster, ossia un'attività in cui uno o più cani trainano un essere umano che guida un monopattino non motorizzato.

Il Greyster è un tipo di cane da slitta allevato per le corse di cani da slitta, in particolare per gli sport aridi come il canicross e il bikejoring. Il Greyster è un incrocio tra il Greyhound e il German Shorthair Pointer.

#### Cane da slitta della Kamčatka
Il cane da slitta della Kamčatka (russo: Камчатских ездовых собак, letteralmente "cane da cavalcatura della Kamčatka") è una rara razza autoctona di laika da slitta sviluppata dalle popolazioni Itelmen e Koryak della Kamčatka, Russia. Attualmente sono in corso sforzi per far rivivere la razza.

#### Labrador Husky
Il Labrador Husky è originario della porzione Labrador della provincia canadese di Terranova e Labrador. Probabilmente la razza arrivò nella zona con gli Inuit che arrivarono in Canada intorno al 1300 d.C. Nonostante il nome, i Labrador husky non sono imparentati con il Labrador Retriever, ma in realtà sono strettamente imparentati con il cane eschimese canadese. Si stima che nel mondo ci siano 50-60 Labrador husky.

#### Mackenzie River husky
Il termine Mackenzie River husky descrive diverse popolazioni locali sovrapposte di cani da slitta artici e sub-artici, nessuna delle quali costituisce una razza. I cani dello Yukon furono incrociati con grandi razze europee come San Bernardo e Terranova per creare un potente cane da trasporto in grado di sopravvivere alle dure condizioni artiche.

#### Samoiedo
Il Samoiedo è un laika sviluppato dal popolo Samoiedo della Siberia, che lo usava per allevare le renne e cacciare, oltre a trasportare le slitte. Questi cani erano così apprezzati, e le persone che li possedevano così dipendenti da loro per la sopravvivenza, che ai cani era permesso dormire nelle tende con i loro proprietari. I samoiedo pesano circa da 20 a 29 kg (da 45 a 65 libbre) per i maschi e da 16 a 23 kg (da 35 a 50 libbre) per le femmine e sono alti da 480 a 600 mm (da 19 a 23,5 pollici) alla spalla.

#### Sakhalin Husky
Il Sakhalin Husky, noto anche come Karafuto Ken (樺太犬), è una razza di cani da slitta sviluppata sull'isola di Sakhalin. Gli husky Sakhalin sono apprezzati per la loro robustezza, il grande temperamento e la facile addestrabilità, essendo anche il cane preferito utilizzato dall'esercito sovietico per trasportare attrezzature in condizioni difficili prima della seconda guerra mondiale. Sfortunatamente con l'avvento dei viaggi meccanizzati, i funzionari sovietici stabilirono che il costo per mantenere i Sakhalin era uno spreco e li sterminarono, sopravvivendo solo una manciata residente in Giappone. Ci sono circa 20 Sakhalin Huskies rimasti sull'isola di Sakhalin.

#### Siberian husky
Più piccolo dell'Alaskan Malamute dall'aspetto simile, il Siberian husky tira di più, libbra per libbra, di un Malamute. Discendenti dei cani da slitta allevati e utilizzati dal popolo nativo Chukchi della Siberia che furono importati in Alaska all'inizio del 1900, furono usati come cani da lavoro e cani da slitta da corsa a Nome, in Alaska, durante gli anni '10, spesso dominando il concorso a premi All-Alaska (All Alaska Sweepstakes). In seguito furono ampiamente allevati dai musher ricreativi e dagli appassionati di cani da esposizione negli Stati Uniti e in Canada come Siberian husky, dopo la popolarità ottenuta dalla corsa del siero del 1925 a Nome. Questi cani sono alti 510–600 mm (20–23,5 pollici), pesano tra 16 e 27 kg (35 e 60 libbre) (16–23 kg (35–50 libbre) per le femmine, 20–27 kg (45–60 lb) per i maschi), e sono stati allevati selettivamente sia per l'aspetto che per la capacità di trazione. Sono ancora usati oggi regolarmente come cani da slitta nelle competizioni, nei viaggi ricreativi e turistici.

#### Laika della Jacuzia
Il Laika della Jacuzia (russo: Якутская лайка) è un'antica razza di cani da lavoro originaria della costa artica della Repubblica di Sakha (Yakutia). In termini di funzionalità, i Laika della Jacuzia sono laika da slitta, in grado di allevare, cacciare e trasportare merci. Il Laika della Jacuzia è riconosciuto dalla Fédération Cynologique Internationale (FCI) e dalla Foundation Stock Service dell'AKC. Il Laika della Jacuzia è un cane di taglia media, forte e compatto, con muscoli potenti e doppio mantello spesso per gestire le rigide temperature artiche. Erano i cani preferiti dell'esploratore polare russo Georgy Ushakov, che li apprezzava per la loro robustezza e versatilità, essendo in grado di cacciare foche e orsi polari e di trasportare slitte per migliaia di miglia.

### Altre razze
Numerose razze di cani non da slitta sono state utilizzate come cani da slitta. Barboncini, Setter irlandesi, Bracco tedeschi a pelo corto, Labrador Retriever, Golden Retriever, Terranova, Chow Chow e San Bernardo sono stati tutti usati per trainare le slitte nel passato.

## Campionati del mondo
La FSS ha tenuto i primi Campionati del mondo a Saint Moritz, in Svizzera, nel 1990 con classi solo di Sled Sprint (10 cani, 8 cani e 6 cani) e Skidog Pulka per uomini e donne. 113 concorrenti sono arrivati sugli scivoli di partenza per celebrare l'importante occasione. All'inizio i Campionati del mondo si tenevano ogni anno, ma dopo gli eventi del 1995 si decise di tenerli ogni due anni, il che facilitò il processo di candidatura e concesse all'organizzazione ospitante più tempo per la preparazione.

## Cani da slitta famosi

### Balto
Balto era il cane di testa della squadra di cani da slitta che trasportava il siero di difterite durante l'ultima tappa della staffetta a Nome durante l'epidemia di difterite del 1925. Era guidato dal musher Gunnar Kaasen, che lavorava per Leonhard Seppala. Quest'ultimo aveva anche allevato Balto.
Nel 1925, 10 mesi dopo che Balto completò la sua corsa, una statua di bronzo fu eretta in suo onore vicino allo Zoo di Central Park. La statua fu scolpita da Frederick George Richard Roth. I bambini spesso salgono sulla statua per fingere di cavalcare il cane. Sulla targa alla base della statua si legge "Resistenza · Fedeltà · Intelligenza". Il corpo di Balto fu impagliato dopo la sua morte nel 1933 ed è esposto al Museo di Storia Naturale di Cleveland.
Nel 1995 è uscito un film d'animazione della Universal Pictures liberamente ispirato a lui, Balto.

### Togo
Togo era il cane da slitta principale di Leonhard Seppala e della sua squadra di cani da slitta nella corsa del siero del 1925 verso Nome attraverso l'Alaska centrale e settentrionale. Seppala considerava Togo il più grande cane da slitta e cane guida della sua carriera da conduttore di slitta, e di quell'epoca in Alaska, affermando nel 1960: "Non ho mai avuto un cane migliore di Togo. La sua resistenza, lealtà e intelligenza non potevano essere migliorate. Togo è stato il miglior cane che abbia mai percorso il sentiero dell'Alaska."
Katy Steinmetz su Time ha definito Togo l'animale più eroico di tutti i tempi, scrivendo che “il cane a cui spesso viene riconosciuto il merito di aver salvato la città è Balto, ma gli è capitato di correre l'ultima tappa di 55 miglia della corsa. Il cane da slitta che ha fatto la parte del leone nel lavoro è stato Togo. Il suo viaggio, irto di tempeste bianche, è stato il più lungo di 200 miglia e includeva una traversata attraverso il pericoloso Norton Sound, dove ha salvato la sua squadra e il pilota in una coraggiosa nuotata tra i banchi di ghiaccio.
Togo sarebbe diventato uno dei cani fondatori delle linee di cani da slitta siberiani, includendo infine la razza registrata Siberian Husky.
Nel 2019, Walt Disney Pictures ha distribuito Togo, un film con Willelm Dafoe nei panni di Leonard Seppala.

### Taro e Jiro
Nel 1958, una sfortunata spedizione di ricerca giapponese in Antartide effettuò un'evacuazione di emergenza, lasciando dietro di sé 15 cani da slitta. I ricercatori credevano che una squadra di soccorso sarebbe arrivata entro pochi giorni, quindi lasciarono i cani incatenati fuori con una piccola scorta di cibo; tuttavia, il tempo è peggiorato e la squadra non è mai riuscita a raggiungere l'avamposto. Un anno dopo arrivò una nuova spedizione e scoprì che due dei cani, Taro e Jiro, erano sopravvissuti. La razza aumentò di popolarità dopo l'uscita del film del 1983 Antarctica. Un secondo film del 2006, 8 amici da salvare, forniva una versione immaginaria dell'evento, ma non faceva riferimento alla razza. Invece, il film presenta solo otto cani: due Alaskan Malamute e sei Siberian Husky.

### Altri cani
Anna era un piccolo cane da slitta che correva con la squadra di Pam Flower durante la sua spedizione per diventare la prima donna ad attraversare l'Artico da sola. Era nota per essere il cane più piccolo a correre nella squadra, ed è stato creato un libro illustrato sul suo viaggio nell'Artico.
Esistono numerose storie di cani da slitta ciechi che continuano a correre, da soli o con l'assistenza di altri cani della squadra.